# Лејк Вајли (Јужна Каролина)
Лејк Вајли (енгл. Lake Wylie) насељено је место без административног статуса у америчкој савезној држави Јужна Каролина.

## Демографија
По попису из 2010. године број становника је 8.841, што је 5.78 (188,8%) становника више него 2000. године.
| Група             | 2000.         | 2010.         |
| Белци             | 2.965 (96,9%) | 7.605 (86,0%) |
| Афроамериканци    | 32 (1,0%)     | 632 (7,1%)    |
| Азијати           | 23 (0,8%)     | 128 (1,4%)    |
| Хиспаноамериканци | 25 (0,8%)     | 347 (3,9%)    |
| Укупно            | 3.061         | 8.841         |